# Eckley
Eckley è una town degli Stati Uniti d'America, situato nella contea di Yuma dello Stato del Colorado. Nel censimento del 2010 la popolazione era di 257 abitanti.

## Geografia fisica
Secondo i rilevamenti dell'United States Census Bureau, Eckley si estende su una superficie di 1,24 km² (0,48 mi²).